# Ротативно-рассеивающая авиационная бомба

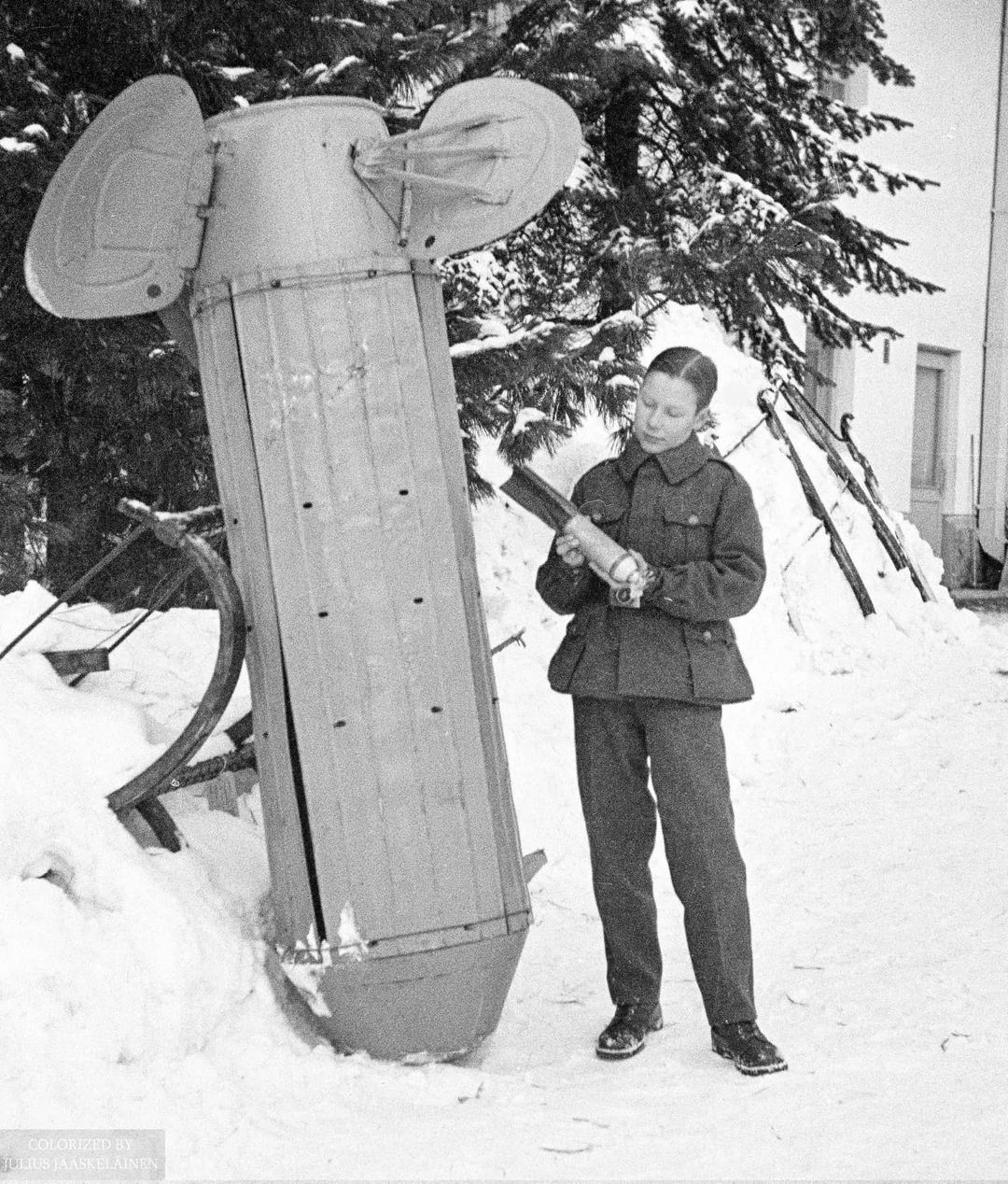
Ротативно-рассеивающая авиационная бомба РРАБ-3. Финляндия, 1939—1940 год.

Ротативно-рассеивающая авиационная бомба (РРАБ) — тип советского авиационного боеприпаса для массового применения малогабаритных авиабомб, ранняя кассетная бомба.

## Устройство
РРАБ представляет собой тонкостенный сварной цилиндр с головным и хвостовым обтекателями. Корпус и обтекатели изготавливались из стальных листов толщиной 1 мм. К хвостовому обтекателю крепился стабилизатор из четырёх (РРАБ-1 и −2) или трёх (РРАБ-3) складных крыльев, также изготовленных из листовой стали толщиной 1 мм, установленных под углом 45° к продольной оси корпуса.
Внутренний объем корпуса разделялся фанерными перегородками толщиной 10 мм на несколько отсеков (максимально четыре отсека для РРАБ-1 и −2 и три отсека для РРАБ-3) в зависимости от используемого типа суббоеприпасов.

## Принцип действия
По мере падения бомба раскручивается за счёт набегающего на косопоставленные поверхности стабилизаторов потока воздуха и производит рассеивание суббоеприпасов центробежной силой.

## Типы
В СССР серийно выпускали три типа РРАБ, различавшихся весом: РРАБ-1 (1000 кг), РРАБ-2 (500 кг), РРАБ-3 (250 кг).

## Прозвища
Снаряжение РРАБ требовало большого времени. Каждую мелкую бомбу приходилось готовить и укладывать в кассету, как апельсины или лимоны в ящик, а их помещалась не одна сотня. В случае отмены вылета кассету надо было столько же времени разряжать. Острые на язык наши ребята расшифровали РРАБ по-своему — работай, работай, а без толку… Хотя вообще-то она действовала довольно эффективно.
— [militera.lib.ru/memo/russian/rakov_vi/03.html Раков, Василий Иванович. Крылья над морем]
Со своей стороны, финны называли РРАБ-3 «хлебными корзинами Молотова» (фин. Molotovin leipäkori), а меньшие авиабомбы — «хлебницами Молотова». Это было связано с тем, что согласно распространенной легенде, советский наркоминдел Молотов опровергал сообщения о бомбардировках Хельсинки, заявляя, что с самолётов сбрасывались мешки с хлебом для голодающих финских трудящихся.